# Ordinariato para los fieles de rito oriental en Argentina
El ordinariato para los fieles de ritos orientales desprovistos de ordinario del propio rito en Argentina u ordinariato oriental de Argentina (en latín: Ordinariatus Argentinae) es una circunscripción eclesiástica de la Iglesia católica en Argentina. Se trata de un ordinariato oriental, inmediatamente sujeto a la Santa Sede. Desde el 28 de noviembre de 2023 su ordinario es Jorge García Cuerva.
Desde su creación, su cargo de ordinario ha sido designado al arzobispo de Buenos Aires.

## Territorio y organización
El ordinariato tiene 2 780 400 km² y extiende su jurisdicción sobre los fieles católicos de ritos orientales residentes en todo el territorio de Argentina, a excepción de los que ya tienen constituida su propia circunscripción (armenios, maronitas, greco-católicos ucranianos y greco melquitas). Luego de la erección del exarcado apostólico greco-melquita el 20 de abril de 2002 ha quedado reducido a la misión católica rusa y rumana para los fieles bizantinos rusos y rumanos.
En la provincia de Buenos Aires existe una pequeña comunidad rusa bizantina fundada en 1984: el Centro Bizantino Nuestra Señora de Vladimir en Campana.
Un pequeño grupo de fieles de la Iglesia católica bizantina ítalo-albanesa se reúne en Luis Guillón en el partido de Esteban Echeverría de la provincia de Buenos Aires. Los ítalo-albaneses llegaron a ser unos 12 000 al momento de la erección del ordinariato, concentrados principalmente en Luján, pero luego pasaron al rito latino. Unos pocos cientos de caldeos se dispersaron completamente.
La sede del ordinariato se encuentra en la ciudad de Buenos Aires, en donde se halla la capilla de los Santos Apóstoles Pedro y Pablo, que cuenta con un único sacerdote. En la capilla se sigue el calendario juliano y también es usada por fieles de la Iglesia ortodoxa rumana.

## Historia
La inmigración ucraniana bizantina católica comenzó a establecerse en Apóstoles en la provincia de Misiones el 27 de agosto de 1897. En 1908 llegó procedente de Brasil el primer sacerdote de rito bizantino: Clemente Bzhujovski, un religioso de la Orden Basiliana de San Josafat (padres basilianos) que celebró la primera misa bizantina ucraniana católica en Argentina el 21 de marzo de 1908 en Posadas. El obispo auxiliar de Leópolis, Ivan Buchko, fue designado por el papa como visitador apostólico en Argentina y Brasil para los greco-católicos ucranianos, desde 1939 hasta el 17 de abril de 1940.
A fines del siglo XIX comenzó la emigración de greco-melquitas católicos a Argentina, produciéndose una emigración más numerosa entre 1910 y 1930. Una segunda oleada se produjo entre 1949 y 1950. En su mayoría eran oriundos de Siria y del Líbano, pero también había pocas familias de Palestina, Egipto y Jordania.
Desde principios del siglo XX comenzaron a llegar familias melquitas católicas a Córdoba, pero la celebración de sacramentos empezó con el arribo del archimandrita Teófanos Badaoui en 1910. La iglesia San Jorge fue construida en 1919 y consagrada el 20 de junio de 1920 por el obispo auxiliar de Córdoba Inocencio Dávila.
La misión rusa fue establecida en 1948 por Philippe de Regis de Gatimel, un jesuita rector del Colegio Ruso de Roma que llegó a Argentina para asistir a los inmigrantes rusos católicos y falleció en 1955. Poco después se sumó el sacerdote Ion Dan llegado de Roma para asistir a los inmigrantes rumanos, y que falleció el 28 de agosto de 1986.
El ordinariato fue erigido el 19 de febrero de 1959 con el decreto Annis praeteritis de la Congregación para las Iglesias Orientales y establecido el 17 de mayo de 1959 como una jurisdicción personal sobre las parroquias y fieles católicos orientales de Argentina que hasta entonces dependían de los obispos de rito latino. En 1961 contaba con 15 parroquias y unos 250 000 fieles. 

Et Ssmus Dominus Noster Ioannes, Divina Providentia Papa XXIII, benigne annuens precibus porrectis, dignatus est Ordinariatum peculiarem pro omnibus fidelibus ritus orientalis in Argentina degentibus constituere et erigere, a proprio Ordinario gubernandum.
Ad hoc Ordinarii munus Summus Pontifex Excmum ac Revmum D. D. Firminum Lafitte, Administratorem Apostolicum Bonaërensem, deputavit, facultate ipsi facta Auxiliarem Episcopum pro toto Ordinariatu et Delegatos vel Secretarios pro singulis ritibus habendi.
Potestas iurisdictionis Ordinarii in praedictos fideles ritus orientalis erit exclusiva.

El 29 de febrero de 1968 el papa Pablo VI erigió el exarcado apostólico ucraniano de Argentina mediante la bula Ucrainorum fidelium, con los fieles greco-católicos ucranianos separados del ordinariato.
El 3 de junio de 1981 fueron separados los fieles católicos armenios, al erigirse el exarcado apostólico armenio de América Latina y México mediante el decreto Cum fidelium de la Congregación para las Iglesias Orientales.
El 5 de octubre de 1990 el papa Juan Pablo II erigió la eparquía de San Charbel en Buenos Aires con los fieles maronitas del ordinariato.
El 31 de marzo de 2002 el ordinariato oriental alcanzó su actual configuración al erigir el papa Juan Pablo II el exarcado apostólico greco-melquita católico de Argentina con la bula Quandoquiden saeculorum decursu.

## Estadísticas
Según el Anuario Pontificio 2020 el ordinariato oriental tenía a fines de 2021 un total de 2020 fieles bautizados.
| Año                                                                             | Población            | Población | Población      | Sacerdotes | Sacerdotes    | Sacerdotes    | Bautizados por sacerdote | Diáconos permanentes | Religiosos | Religiosos | Parroquias |
| Año                                                                             | Bautizados católicos | Total     | % de católicos | Total      | Clero secular | Clero regular | Bautizados por sacerdote | Diáconos permanentes | Varones    | Mujeres    | Parroquias |
| ------------------------------------------------------------------------------- | -------------------- | --------- | -------------- | ---------- | ------------- | ------------- | ------------------------ | -------------------- | ---------- | ---------- | ---------- |
| 1961                                                                            | 250 000              | ?         | ?              | 33         | 14            | 19            | 7575                     |                      | 21         | 51         | 20         |
| 1968                                                                            | 200 000              | ?         | ?              | 39         | 11            | 28            | 5128                     |                      | 28         | 82         | 13         |
| 1976                                                                            | 110 264              | ?         | ?              | 18         | 4             | 14            | 6125                     | 1                    | 15         |            | 10         |
| 1980                                                                            | 117 126              | ?         | ?              | 16         | 3             | 13            | 7320                     | 2                    | 13         |            | 10         |
| 1990                                                                            | 113 000              | ?         | ?              | 7          | 1             | 6             | 16 142                   | 2                    | 8          |            | 6          |
| 1999                                                                            | 14 000               | ?         | ?              | 3          | 1             | 2             | 4666                     | 1                    | 3          |            | 3          |
| 2000                                                                            | 14 000               | ?         | ?              | 4          | 1             | 3             | 3500                     | 1                    | 3          |            | 3          |
| 2001                                                                            | 20 000               | ?         | ?              | 3          | 1             | 2             | 6666                     | 1                    | 3          |            | 3          |
| 2002                                                                            | 20 000               | ?         | ?              | 3          | 1             | 2             | 6666                     | 1                    | 3          |            | 3          |
| 2003                                                                            | 2000                 | ?         | ?              | 1          | 1             |               | 2000                     |                      |            |            | 1          |
| 2004                                                                            | 2000                 | ?         | ?              | 1          | 1             |               | 2000                     |                      |            |            | 1          |
| 2007                                                                            | 2000                 | ?         | ?              | 1          | 1             |               | 2000                     |                      |            |            | 1          |
| 2013                                                                            | 2000                 | ?         | ?              | 1          | 1             |               | 2000                     |                      |            |            | 1          |
| 2016                                                                            | 2000                 | ?         | ?              | 1          | 1             |               | 2000                     |                      |            |            | 1          |
| 2019                                                                            | 2000                 | ?         | ?              | 1          | 1             |               | 2000                     |                      |            |            | 1          |
| 2021                                                                            | 2020                 | ?         | ?              | 1          | 1             |               | 2020                     |                      |            |            | 1          |
| Fuente: Catholic-Hierarchy, que a su vez toma los datos del Anuario Pontificio. |                      |           |                |            |               |               |                          |                      |            |            |            |

## Episcopologio
Desde la creación del ordinariato oriental, todos los arzobispos de Buenos Aires han sido designados obispos ordinarios. 
- Fermín Emilio Lafitte † (19 de febrero de 1959-8 de agosto de 1959, fallecido)
- Antonio Caggiano † (15 de agosto de 1959-21 de abril de 1975, retirado)
- Juan Carlos Aramburu † (21 de abril de 1975-30 de octubre de 1990, retirado)
- Antonio Quarracino † (30 de octubre de 1990-28 de febrero de 1998, fallecido)
- Jorge Mario Bergoglio, S.J. (6 de noviembre de 1998-13 de marzo de 2013, elegido papa con el nombre de Francisco)
- Mario Aurelio Poli (4 de mayo de 2013-28 de noviembre de 2023, retirado)
- Jorge García Cuerva (28 de noviembre de 2023-)